# Donald (Colombie-Britannique)
Pour les articles homonymes, voir Donald.

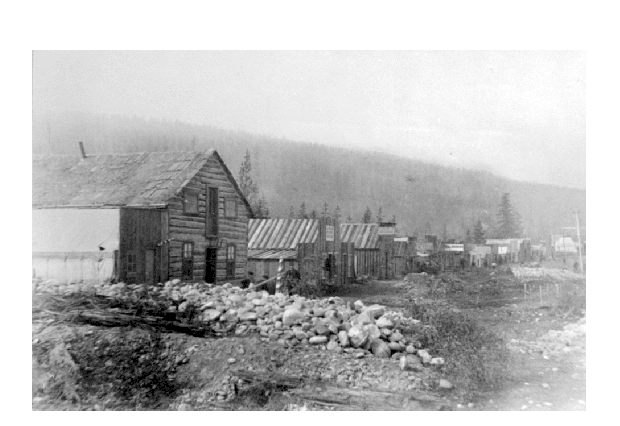
Donald en 1888

Donald est un hameau, désormais très peu habité, situé à proximité de Golden dans la province de Colombie-Britannique au Canada. Le lieu doit son nom à Donald A. Smith, directeur du Canadien Pacifique durant et après la construction du chemin de fer dans la région.

## Histoire
L'implantation est créée au début des années 1880 par le Canadien Pacifique lors de la construction de la ligne de chemin de fer à travers le Canada. Elle est située à 17 kilomètres de Golden, à l'endroit où le chemin de fer traverse le Columbia pour la première fois, le lieu est alors nommé First Crossing (« première traversée »). En 1966, la société Selkirk Spruce Mills y implante une scierie. Le hameau n'a cependant jamais connu un développement suffisant pour qu'il devienne une municipalité incorporée et il commence à périciliter dans les années 1980. En 1996, la scierie est définitivement fermée.